# Chreszczeniwka
Chreszczeniwka (ukr. Хрещенівка) – wieś na Ukrainie, w obwodzie chersońskim, w rejonie berysławskim. W 2001 liczyła 780 mieszkańców, spośród których 748 posługiwało się językiem ukraińskim, 25 rosyjskim, 1 mołdawskim, 1 bułgarskim, 3 białoruskim, 1 polskim, a 1 innym.